# Gare de Lacourtensourt
La gare de Lacourtensourt est une gare ferroviaire française, de la ligne de Bordeaux-Saint-Jean à Sète-Ville, située sur le territoire de la commune de Toulouse, à proximité d'Aucamville, dans le département de Haute-Garonne, en région Occitanie.
Elle est mise en service en 1856 par la Compagnie des chemins de fer du Midi et du Canal latéral à la Garonne. L'ancien bâtiment voyageurs est démoli le 18 novembre 2024[réf. nécessaire].
C'est une halte de la Société nationale des chemins de fer français (SNCF). Elle est desservie par des trains TER Occitanie, sur les axes reliant les gares de Toulouse-Matabiau à Montauban-Ville-Bourbon, et de Toulouse-Matabiau à Cahors et Brive-la-Gaillarde.

## Situation ferroviaire
Établie à 127 mètres d'altitude, la gare de Lacourtensourt est située au point kilométrique (PK) 249,68 de la ligne de Bordeaux-Saint-Jean à Sète-Ville, entre les gares ouvertes de Fenouillet - Saint-Alban et de Lalande-Église.

## Histoire
La station de Lacourtensourt est mise en service le 30 août 1856 par la Compagnie des chemins de fer du Midi et du Canal latéral à la Garonne, lorsqu'elle ouvre à l'exploitation la section de Valence-d'Agen à Toulouse.
En 1858, Lacourtensourt est la 44e station du chemin de fer de Bordeaux à Sète, elle dessert le village de Lespinasse 271 habitants, située à 7 km de Toulouse, 250 km de Bordeaux et 227 km de Sète.

### Fréquentation
De 2015 à 2023, selon les estimations de la SNCF, la fréquentation annuelle de la gare s'élève aux nombres indiqués dans le tableau ci-dessous.
| Année           | 2015   | 2016   | 2017   | 2018   | 2019   | 2020   | 2021   | 2022   | 2023   |
| --------------- | ------ | ------ | ------ | ------ | ------ | ------ | ------ | ------ | ------ |
| Voyageurs seuls | 32 813 | 29 161 | 30 941 | 30 550 | 42 915 | 34 168 | 46 036 | 64 625 | 74 918 |

## Service des voyageurs

### Accueil
Halte SNCF, c'est un point d'arrêt non géré (PANG) à entrée libre. Elle est équipée d'automates pour l'achat de titres de transport.
Un passage planchéié permet la traversée des voies.

### Desserte
Lacourtensourt est desservie par des trains régionaux TER Occitanie des lignes :
- Toulouse - Montauban, à raison d'environ deux trains par heure en heures de pointe, un train par heure en contrepointe et d'un train toutes les deux heures en heures creuses, le samedi et le dimanche. Le temps de trajet est d'environ 6 minutes depuis Toulouse-Matabiau et 35 minutes depuis Montauban-Villebourbon.
- Toulouse - Cahors - Brive, à raison d'environ un train toutes les deux heures tous les jours. Le temps de trajet est d'environ 6 minutes depuis Toulouse-Matabiau et 2 heures 30 minutes depuis Brive-la-Gaillarde.

### Intermodalité
Un parking pour les véhicules est aménagé.
Elle est desservie par la ligne 59 du réseau Tisséo, le réseau urbain de Toulouse Métropole, et par les lignes 372 et 377 du réseau liO, réseau interurbain de la région Occitanie.

## Projet
La gare devrait être déplacée à environ 500 mètres au sud de son emplacement actuel, au niveau du croisement de l'avenue des Etats-Unis et de l'avenue Salvador Allende, afin de permettre une meilleure intermodalité. Son déplacement est fait dans le cadre du Grand projet ferroviaire du Sud-Ouest (GPSO), et prévoit aussi un cadencement des TER au quart d'heure en heures de pointe, et la desserte de la gare de Lacourtensourt par ce nouveau cadencement.